# Werner Siegfried
Werner Siegfried (* 8. April 1899; † im 20. Jahrhundert) war ein deutscher Politiker (NSDAP).
Siegfried, der evangelischer Konfession war, war Landwirtschaftsbeamter in Jäglack. Im Ersten Weltkrieg diente er als Frontkämpfer. Im Oktober 1922 trat er erstmals der NSDAP bei. Am 24. Januar 1927 wurde er erneut Mitglied (Mitgliedsnummer 55.433), trat am 17. August 1927 aber wieder aus. Ab dem 1. Mai 1928 wurde er wieder als Mitglied geführt. 1929 bis 1931 war er Bezirksleiter im Bezirk Westmasuren. Er gehörte der NSV, DAF und SA an und war 1928 bis 1930 Gausturmführer für das Gau Ostpreußen. 1933 war er für den Kreis Rastenburg und die NSDAP Mitglied im letzten Provinziallandtag der Provinz Ostpreußen.